# Писториния
Писториния (лат. Pistorinia) — род суккулентных растений семейства Толстянковые (Crassulaceae), произрастающий на территории Алжира, Марокко, Туниса, Португалии и Испании.

## Название
Род Pistorinia получил свое латинское название в честь Сантьяго Писторини (?-1776), врача итальянского происхождения, который был личным врачом короля Испании Карла III.

## Ботаническое описание
Травянистые растения, которые преимущественно являются однолетними, имеют мясистые стебли. Листья также мясистые, расположены поочередно, сидячие, простые и имеют цельнокрайние формы, варьирующиеся от субцилиндрических до яйцевидных. 

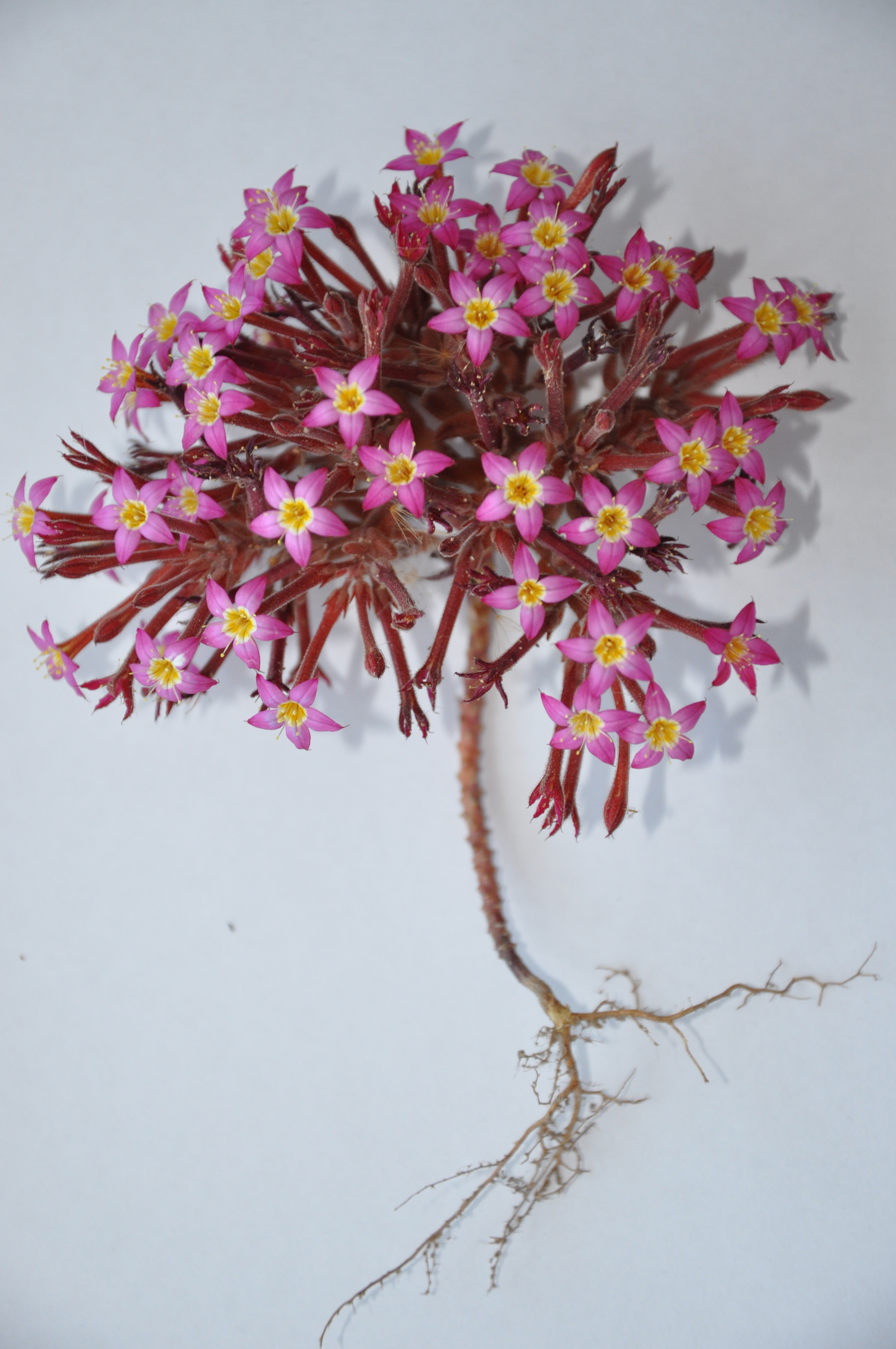
Соцветие '

Соцветия представлены в виде кистей и располагаются в верхней части растения. Цветки имеют пятимерное строение и симметричную форму. Чашечка короче венчика, причем чашелистики могут быть свободными или частично спаянными у основания. Венчик имеет гипократериморфную форму, с длинной трубкой и пятью очень открытыми верхушечными члениками, и является прочным. В цветке содержится 10 тычинок, нити которых прикреплены к трубке венчика. Пыльники могут быть яйцевидными, продолговатыми или почти шаровидными. Плодолистики могут быть свободными или спаянными в основании, их длинные столбики образуются из множества семенных зачатков. Семена имеют эллипсовидную форму и светло-коричневый цвет.

## Таксономия
Pistorinia DC., первое упоминание в Prodr. 3: 399 (1828).

### Виды
Подтвержденные виды по данным сайта Plants of the World Online на 2023 год:
| Название                      | Изображение | Описание | Природный ареал                | Подвиды |
| ----------------------------- | ----------- | --- | ------------------------------ | --- |
| Pistorinia attenuata Greuter  |             | | Марокко                        | - Pistorinia attenuata subsp. attenuata - Pistorinia attenuata subsp. mairei (H.Lindb.) Greuter                                     |
| Pistorinia brachyantha Coss.  |             | | Марокко                        | |
| Pistorinia breviflora Boiss.  |             | Растение данного вида имеет высоту от 6 до 14 см и является однолетним. Оно характеризуется покрытием волосками и железистыми выделениями. Стебли прочные. Они вырастают вертикально и могут иметь ветвления или отсутствовать. Листья мясистые, сидячие, длиной от 7 до 12,5 (16) мм. Они имеют форму продолговатого овала и могут быть тупыми или слегка заостренными. Соцветия представляют собой кистевидные класы, у которых есть прицветники. Цветки данного вида имеют пять лепестков и растут на ножке длиной от 1 до 6,5 мм. Форма цветков может быть извилистой. Чашелистики имеют длину примерно 2-2,5 мм и они ланцетные, острые и покрыты волосками и железистыми выделениями. Венчик цветка имеет длину от 8 до 20 (25) мм и также покрыт волосками и железистыми выделениями. Он имеет трубку длиной от 5 до 13 мм, которая постепенно расширяется от основания к горлу и имеет воронковидную форму. Цвет венчика может быть красновато-бурого или грязно-желтого оттенка. Членики венчика имеют длину примерно 4,5-6 (7) мм, они овальные, острые и окрашены в фиолетово-желтый цвет снаружи, а к вершине становятся красновато-коричневыми. Внутри венчика они желтого цвета. Растение содержит 10 тычинок, которые достигают горла венчика, но не выходят за его членики. Пыльники на тычинках имеют желтый цвет. Плодолистики насчитывают 5 штук и имеют длину примерно 6-7 (10) мм. Они имеют столбик высотой 4-5 мм. Плод представляет собой фолликулу. Семена данного растения имеют размеры примерно 0,2-0,4 мм и овальную форму, у них есть продольная исчерченность. | Алжир, Марокко, Испания, Тунис | - Pistorinia breviflora subsp. breviflora - Pistorinia breviflora subsp. intermedia (Boiss. & Reut.) H.Jacobsen ex Greuter & Burdet |
| Pistorinia hispanica (L.) DC. |             | Растение имеет высоту от 5 до 20 см и является однолетним. Железистое опушение на его поверхности постепенно увеличивается от основания к верхушке. Стебли слабые, прямостоячие и обычно не разветвленные. Листья имеют размеры от 5,5 до 14 мм в длину и от 1,5 до 4 мм в ширину. Они мясистые, сидячие, длинноэллиптической формы и заканчиваются тупым концом. Нижние листья обычно голые, а верхние менее плотно покрыты железистыми волосками, иногда с множеством собранных на верхушке волосков. Соцветие находится в субдихотомической верхушке стебля и представлено прицветниками с извилистыми веточками. Цветки имеют пятимерное строение и расположены на цветоножках длиной от (2)3,5 до 5(8) мм, обычно имеющих извилистую форму. Чашелистики имеют диаметр от 0,5 до 1,5 мм и варьируют от линейных до треугольно-ланцетных, острых, с прозрачными краями. Венчик имеет длину от (8,5)10 до 22,5(30) мм и покрыт густыми железистыми волосками. Он состоит из цилиндрической трубки диаметром от 0,5 до 1,5 мм, которая резко расширяется в овальную, острую коронку из 3-5,2 мм сегментов. Снаружи коронка может быть красноватой или пурпурной, внутри более светлой. В цветке содержится 10 тычинок, которые достигают горла венчика, но не заходят за его членики. Пыльники ярко-желтые. Плодолистики их пять, длиной около 8 мм, с стилетом длиной 2,5-3 мм, и снабжены сосочковым рыльцем. Плод развивается в полифолликуле. Семена имеют размеры от 0,2 до 0,4 мм и эллипсовидную форму, с выраженными продольными узорами и более темным оттенком.                    | Португалия, Испания            | |